# Sekiya Toshiko

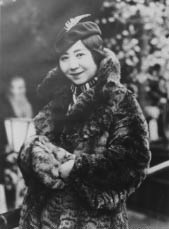
Toshiko Sekiya

Sekiya Toshiko (japanisch 関屋 敏子, Kyūjitai: 關屋 敏子; geboren 12. März 1904 in Koishikawa (heute: Stadtbezirk Bunkyō, Präfektur Tokio); gestorben 23. November 1941) war eine japanische Komponistin und Opernsängerin in der Stimmlage Sopran.

## Leben und Wirken
Toshiko wurde 1904 als Tochter des Geschäftsmannes Yūnosuke, der aus einer Familie von Leibärzten des Feudalherrn im Nihonmatsu-han stammte, und von Aiko Sekiya, der Tochter von Ichimura Uzaemon XV. (1874–1945), einem Kabuki-Schauspieler, und der Geisha und Tänzerin Masaya Fujima (1879–1957), geboren. Das Elternhaus von Toshiko, das ihr Großvater Le Gendre gekauft hatte, besaß mit 2000 m² eine ungewöhnliche, fast schon palastartige Größe.
Toshiko wurde von ihrem 4. Lebensjahr an im Koto-Spiel und Gesang unterrichtet und besuchte die Grundschule, die zur Ocha no mizu-Frauenuniversität (お茶の水女子大学附属小学校) gehörte. Während ihres 3. Grundschuljahres trat sie in der Schule mit den beiden Liedern Haru ga kita (春が来た, etwa: Der Frühling kommt) und Fuji no yama (富士の山) als Solo-Sängerin vor Kaiserin Shōken auf. In der Folge wurde sie von der Sopranistin und Opernsängerin Tamaki Miura ausgebildet. Ihren ersten Auftritt hatte Toshiko 1914 im Alter von 10 Jahren mit dem Werk „Pur dicesti, o bocca bella“ (美しい唇よ、せめてもう一度, Utsukushii kuchibiru yo, semete mō ichido) des italienischen Komponisten Antonio Lotti. Am Tag darauf berichtete sie Miyako Shimbun von der Aufführung und dem musikalischen Wunderkind Toshiko. Auf Empfehlung ihrer Lehrerin Miura setzte sie ihre Gesangsausbildung bei dem italienischen Tenor Adolfo Sarcoli fort.
Mit 17 Jahren begann sie die Musikhochschule Tokio (heute die Universität der Künste Tokio) zu besuchen, verließ die Schule jedoch nach kurzer Zeit wieder und setzte ihren Unterricht bei Sarcoli fort. Toshiko studierte Komposition bei Komatsu Kōsuke und trat 1927 mit ihrem ersten Recital in Marunouchi als Komponistin in Erscheinung. 1927 ging sie als Auslandsstudentin nach Italien und war die erste Japanerin, die ein Jahr später an der Universität Bologna einen Abschluss erhielt. Toshiko nahm Unterricht bei der Sopranistin Sopran Rosina Storchio, Mailänder Scala, nahm an einem Auswahlverfahren teil und sang daraufhin im Chor der Scala mit.
Als die Koloratursopranistin der Scala Toti dal Monte durch eine Erkältung ausfiel, sang Toshiko im Gran Teatre del Liceu in Barcelona an ihrer statt, wodurch ihr Name in Europa schlagartig bekannt wurde. Es folgten Engagements als Primadonna in Deutschland und Amerika. 1929 kehrte sie nach Japan zurück.
1930 sang sie gemeinsam mit dem Tenor Yoshie Fujiwara in einer Aufführung von La traviata (椿姫, Tsubaki-hime) und wurde für den Schwarzweiß-Film Komoriuta der Filmgesellschaft Teikoku Kinema Engei engagiert, einen der ersten Tonfilme. Sie reiste noch zweimal zu Auftritten ins Ausland. 1931 nach Bologna zu einem Auftritt in Bellinis La sonnambula. 1933 veröffentlichte sie ihre eigene Oper O-natsu seijūrō in Paris. Dann reiste sie zu Engagements in New York, London und Berlin. In Berlin trat sie in dem Kurzfilm Kagami mit der Musik von Kōichi Kishi auf. 1934 kehrte sie zur Uraufführung von O-natsu seijūrō im Kabukiza nach Japan zurück. 1935 wurde ihre zweite Oper Futari Kuzuba im Gunjinkaikan (軍人会館, heute: das Kudankaikan in Chiyoda) uraufgeführt.
1937 heiratete sie Gorō Yagyū, ließ sich jedoch nach weniger als vier Jahren Ehe wieder scheiden.
Toshiko starb 1941 im Alter von 37 Jahren zuhause durch Suizid. Ihr Grab befindet sich auf dem Gelände des Sōji-ji im Stadtbezirk Tsurumi in Yokohama.

## Kompositionen
- O-natsu seijūrō (お夏狂乱), Oper, Uraufführung 1933
- Noibara (野いばら), Lied
- Hama uta (浜唄), Lied
- Futari Kuzuba (二人葛葉), Oper, Uraufführung 1935
- Tomoe Gozen (巴御前), Oper, 1941

## Diskographie
- Tsubomi no hana (莟の花), Nippon Record
- Maria Mari (マリアマリ), Nippon Record
- Edo Komoriuta (江戸子守唄), Nippon Record
- Sanza jigure (さんざ時雨), Nippon Record
- Funiculì, Funiculà (フニクリ・フニクラ), Nippon Record
- Noibara (野いばら), Nippon Record
- Karatachi no hana (からたちの花), Columbia Records, Kinderlied komponiert von Yamada Kōsaku, Text von Kitahara Hakushū
- Nīna no shi (ニーナの死, d. i. die Arie Tre giorni son che Nina), Victor Records
- Yotsuba no kurōbā (四葉のクローバー, d. i. Four-Leaf Clover von Rudolph Ernest Reuter), Victor Records
- Furusato no kaika (故郷の廃家), Victor Records
- La Paloma (ラ・パロマ), Victor Records[3][4]

1987 hat Victor Entertainment die Aufnahmen von Toshiko Sekiya digitalisiert und neu aufgelegt. Toshiko wirkte zudem in dem Schwarzweiß-Film Komoriuta (子守歌) von 1930 unter der Regie von Shigeyoshi Suzuki mit.